# Liste der Biografien/Meru
Liste der Biografien |
Portal Biografien |
Personensuche
# |
A |
B |
C |
D |
E |
F |
G |
H |
I |
J |
K |
L |
M |
N |
O |
P |
Q |
R |
S |
T |
U |
V |
W |
X |
Y |
Z |
?
 
Ma |
Mb |
Mc |
Md |
Me |
Mf |
Mg |
Mh |
Mi |
Mj |
Mk |
Ml |
Mm |
Mn |
Mo |
Mp |
Mq |
Mr |
Ms |
Mt |
Mu |
Mv |
Mw |
Mx |
My |
Mz
 
Mea–Mee |
Mef |
Meg |
Meh |
Mei |
Mej |
Mek |
Mel |
Mem |
Men |
Meo |
Mep |
Mer |
Mes |
Met |
Meu |
Mev |
Mew |
Mex |
Mey |
Mez
 
Mera |
Merb |
Merc |
Merd |
Mere |
Merf |
Merg |
Merh |
Meri |
Merj |
Merk |
Merl |
Merm |
Mern |
Mero |
Merr |
Mers |
Mert |
Meru |
Merv |
Merw |
Merx |
Mery |
Merz
Die Liste der Biografien führt alle Personen auf, die in der deutschsprachigen Wikipedia einen Artikel haben. Dieses ist eine Teilliste mit 13 Einträgen von Personen, deren Namen mit den Buchstaben „Meru“ beginnt.

## Meru
- Meru, altägyptischer Beamter
- Meru, Horst (1936–2012), deutscher Designer und Hochschullehrer

### Merua
- Meruane, Lina (* 1970), chilenische Schriftstellerin

### Merul
- Merula, Angelus (1482–1557), evangelischer Märtyrer und Reformator
- Merula, Giorgio († 1494), italienischer Humanist
- Merula, Paul (1558–1607), niederländischer Jurist, Historiker und Geograph
- Merula, Tarquinio (1595–1665), Komponist des italienischen Frühbarock
- Merulo, Claudio (1533–1604), venetianischer Komponist und Organist der Spätrenaissance

### Merun
- Merunka, Vojtěch (* 1967), Hochschullehrer
- Merunková, Růžena (* 1940), tschechische Schauspielerin

### Merus
- Merusi, Renzo (1914–1996), italienischer Schauspieler und Filmregisseur

### Merut
- Merut, altägyptische Frau der 6. Dynastie
- Merut, Prinzessin der altägyptischen 6. Dynastie